# Aratos
Aratos (grekiska Ἄρατος, latin Aratus) var en grekisk skald från Soloi i Kilikien på 200-talet f.Kr. 

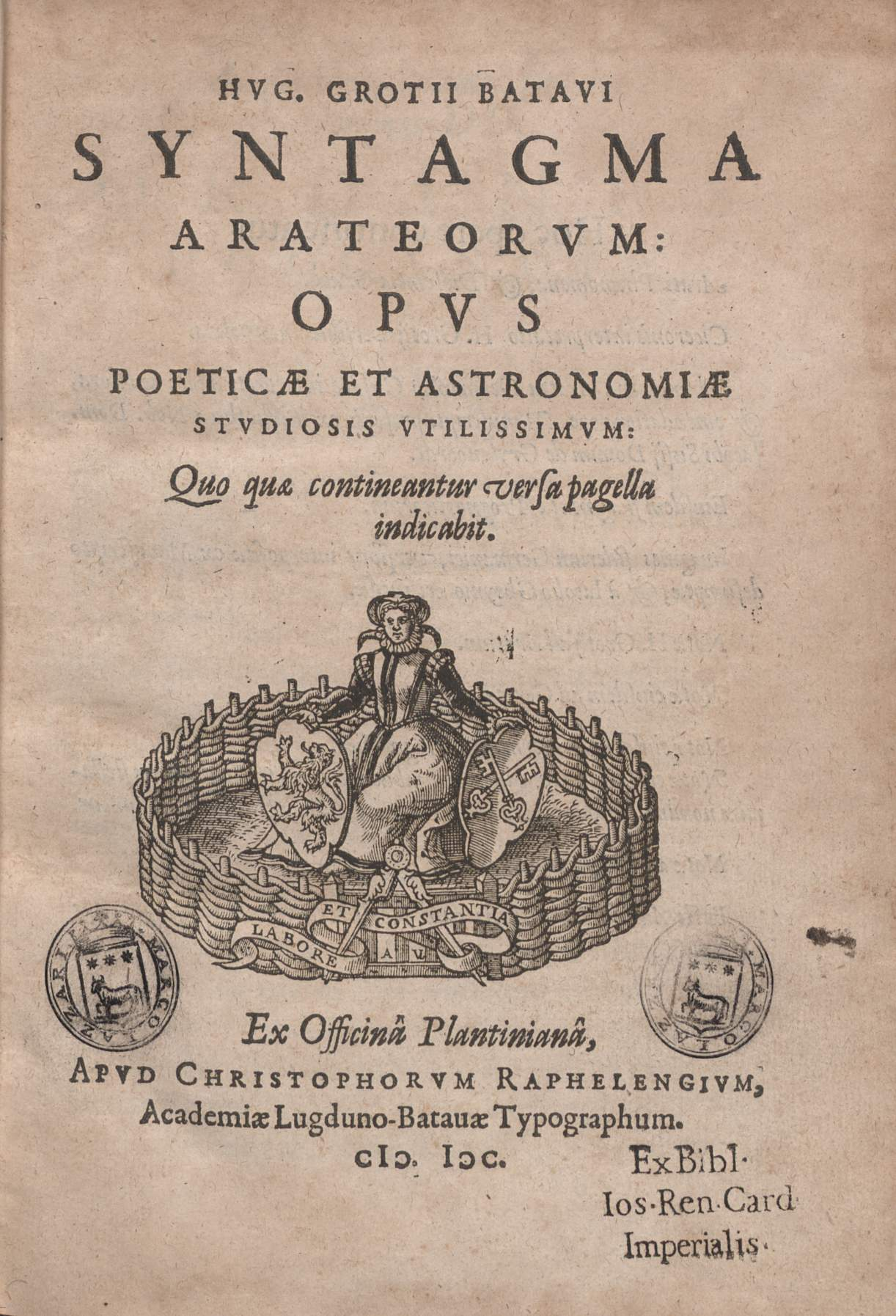
Phaenomena

## Biografi
Han vistades omkring 275 hos Antigonos II Gonatas i Makedonien, och författade på dennes uppmaning en astronomisk och meteorologisk lärodikt, Stjärnbilder och väderlekstecken, som egentligen var en metrisk bearbetning efter astronomen Eudoxos från Knidos. Denna dikt, som ännu finns i behåll, skattades högt av antikens folk och översattes till latin av bland andra Cicero. 

## Eftermäle
Nedslagskratern Aratus på månen och asteroiden 12152 Aratus är uppkallade efter honom.